# 星島謹一郎
星島 謹一郎（ほしじま きんいちろう、1859年7月14日（安政6年6月15日） - 1942年（昭和17年）2月2日）は、明治から昭和時代前期の政治家、実業家、銀行家、大地主。貴族院多額納税者議員。字は士信、号は鳴龍。

## 経歴
素封家、星島啓三郎の長男として備前岡山藩領児島郡藤戸村（岡山県児島郡藤戸町を経て現倉敷市）に生まれる。犬飼松窓の三余塾に学んだのち大阪へ出て藤沢南岳に師事した。1881年（明治14年）9月17日、藤戸村戸長に就任。1886年（明治19年）12月18日、郡村と北浦村の戸長となり、翌年9月27日に辞職した。1888年（明治21年）1月には岡山県会議員に当選し、1897年（明治30年）3月に辞職するまで3期9年間県政に関与した。1900年（明治33年）7月14日の郡会議員選挙では藤戸町から当選し、同年8月16日、同会議長に挙げられ、1903年（明治36年）2月3日に小川十万太に代わるまで務めた。郡会議員には2期当選し、2期目途中の1904年（明治37年）3月に辞職した。
実業界においては、1897年（明治30年）星島銀行を創立し、同頭取に就任。加島銀行、東児銀行、茶屋町銀行、下村銀行などの重役も歴任した。ほか、備前紡績、児島養貝、正織などの重役も務めた。1915年（大正4年）岡山県多額納税者として貴族院議員に互選され、同年11月2日から務め、1918年（大正7年）再選され、1923年（大正12年）8月29日まで在任した。貴族院議員時代には、同成会に所属し、笠岡湾の埋立事業、干拓、市街地造成、宇野港の築港などに尽力した。
造庭にも造詣が深く宇野の山腹に鳴龍園と呼ばれる別邸を設け、風流を楽しんだ。

## 親族
- 長男：星島義兵衛（実業家）[6]
- 二男：星島二郎（衆議院議員）[6]